# Vasile Lovinescu
Vasile Lovinescu (1905. december 17. – 1984. augusztus 14.) román ezoterikus író, dramaturg és filozófus, Románia spirituális földrajzának avatott ismerője, a Lovinescu íródinasztia tagja, René Guénon barátja.

## Élete
1905-ben született Fălticeniben, ahol egészen tizenöt éves koráig élt, s ahova öregkorában visszavonult. Apja híres ügyvéd volt, maga Vasile Lovinescu is jogot hallgatott, s 1947-ig jogtanácsosként is dolgozott.
1934-ben lépett kapcsolatba a Kairóból hazatérő René Guénonnal, hogy jobban megismerhesse a tradicionális ezoterikus kutatásokat, 1935-ben elzarándokolt az Athosz hegyén álló ortodox kolostorba, de egy év múlva Guénon hatására felvette az iszlám vallást, s elindult annak szúfi útján. 1937-től már publikált mestere "Études traditionelles" című kiadványában. 1939-ben megismerkedett Fritjhof Shuonnal is. 1958-ban több írótársával létrehozta a Hyperion Testvériséget, mely egészen 1980-ig, Lovinescu visszavonulásáig tartott spirituális összejöveteleket.

## Jelentősége
Lovinescunak sikerült "egy egyetemes, metafizikai tradíciónak megfelelő módon interpretálni bizonyos helyi, részleges, szorosan egy bizonyos népcsoporthoz kötődő hagyományok fellelhető adalékait, verseket, népballadákat stb. Lovinescu mindemellett természetesen főként univerzális tradicionális témákkal foglalkozott, s számos, kifejezetten európai jelenség felé is érdeklődést és lényegközeli tradicionális értést tanúsított."
Alkímiai naplójának részletei magyarul is megjelentek a Tradíció 1999-es kiadásában.

## A Lovinescu íróklán
Vasile Lovinescu számos rokona irodalmár, így a híres kritikus Eugen Lovinescu, valamint Monica Lovinescu és Alexandrina Lovinescu.

## Művei
- Al patrulea hagialîc, Cartea Românească, București, 1981; Ediția a II-a Editura Rosmarin, București, 1996
- Creanga și Creanga de Aur, Cartea Românească, 1989; ediția a II-a integrală, Editura Rosmarin, București, 1996
- Monarhul ascuns, Institutul European Iași, 1992; ediția a II-a, Institutul European Iasi, 1999
- Incantația sîngelui, Institutul European Iași, 1993; editia a II-a, Institutul European Iasi, 1999
- Mitul sfîșiat, Institutul European Iași, 1993; ediția a II-a, Institutul European Iași, 1999
- Interpretarea esoterică a unor basme și balade populare românești, Cartea Românească, București, 1994; ediția a II-a, Cartea Românească, București, 2000
- Jurnal Alchimic, Institutul European Iasi, 1994; ediția a II-a, Institutul European Iași, 1999
- Steaua fără nume, Editura Rosmarin, București, 1994
- Dacia hiperboreană, Editura Rosmarin, București, 1994; ediția a II-a, Editura Rosmarin, București, 1996
- Scrisori crepusculare, Editura Rosmarin, București, 1995
- Însemnări inițiatice, Editura Rosmarin, București, 1997
- O icoană creștină pe Columna Traiana, Cartea Românească, București, 1996
- Meditații, simboluri, rituri, Editura Rosmarin, București, 1997[4]

## Magyarul
- A tollas gárda. A nacionalizmus szellemi változatai az 1930-as évek Romániájában. Corneliu Codreanu, Mircea Eliade, Nae Ionescu, Constantin Noica és Vasile Lovinescu írásai; tan., szerk. szerk. Horváth Róbert, ford. Tárkányi Beatrix; Nemzetek Európája, Bp., 2001 (Nefelejcs kiskönyvtár)